# Sinophorus ruficoxa
Sinophorus ruficoxa är en stekelart som beskrevs av Sanborne 1984. Sinophorus ruficoxa ingår i släktet Sinophorus och familjen brokparasitsteklar. Inga underarter finns listade i Catalogue of Life.